# Annie Royle Taylor
Pour les articles homonymes, voir Taylor.
Annie Royle Taylor (7 octobre 1855 - 9 septembre 1922) est une missionnaire évangélique anglaise qui sera la première femme occidentale connue pour s'être rendue au Tibet. Elle a tenté sans succès d'atteindre Lhassa.

## Séjour au Tibet (1892-1893)
Cette missionnaire faisait aussi partie de la Mission à l'Intérieur de la Chine, elle s’installe au Nord du Kokonor (actuelle préfecture autonome tibétaine de Haibei) avant de progresser petit à petit au Sud. Elle visite des monastères et n’hésite pas à se déguiser en moniale bouddhiste. Elle décrit les funérailles et s’intéresse aussi aux coiffes. Venant du Gansu en direction de Lhassa, Annie Taylor se fait arrêter et raccompagner à la frontière en 1893. 
Après son arrestation en 1893, elle crée la Tibetan Pioneer Mission qui regroupe une douzaine de missionnaires. Cette nouvelle société se concentre sur le Sikkim et le Sud du Tibet, mais l’ouverture du commerce britannique dans la région amène la dissolution de l’organisation. 
Elle continue son travail missionnaire au sein de la Mission à l'Intérieur de la Chine dans les marches du Tibet.
Elle s'installe plus tard dans la Vallée de Chumbi. Elle s'y trouve encore en 1903 quand arrive l'expédition militaire britannique au Tibet.
De retour à Londres en 1907, elle décède en 1922 et est enterrée au Cimetière de West Norwood.